# Rallye de l'Acropole 1978
Le Rallye de l'Acropole 1978 (25e Rallye Acropolis), disputé du 29 mai au 2 juin 1978, est la cinquante-septième manche du championnat du monde des rallyes (WRC) courue depuis 1973, et la cinquième manche du championnat du monde des rallyes 1978. C'est également la sixième des dix-neuf épreuves de la Coupe FIA 1978 des pilotes de rallye, créée l'année précédente.

## Contexte avant la course

### Le championnat du monde
Créé en 1973 en remplacement du championnat international des marques, le championnat du monde des rallyes a pour cadre les plus célèbres épreuves routières internationales, telles le Rallye Monte-Carlo ou le Safari. Onze manches sont inscrites au calendrier 1978, réservées aux voitures des catégories suivantes :
- Groupe 1 : voitures de tourisme de série
- Groupe 2 : voitures de tourisme spéciales
- Groupe 3 : voitures de grand tourisme de série
- Groupe 4 : voitures de grand tourisme spéciales

Cette saison encore, Fiat et Ford sont les principaux protagonistes du championnat du monde. Ford a cependant réduit son implication par rapport à l'année précédente et décidé de faire l’impasse sur certaines épreuves, dont la manche grecque qu'il a remportée en 1977. Championnes en titre, les Fiat 131 Abarth ont donc toutes les chances d'être de nouveau sacrées en 1978.

#### Coupe FIA des pilotes
La Coupe des pilotes de rallye a été créée l'année précédente et s'appuie sur un système de points identique à celui du championnat du monde de Formule 1. Le décompte est toutefois assez complexe, car prenant en compte, en plus des onze manches mondiales, cinq épreuves du championnat d'Europe et trois autres rallyes internationaux, et pénalisant d'un résultat les pilotes n'ayant pas participé au moins une fois au championnat européen. Ce système a permis a Sandro Munari de remporter la coupe 1977, alors que son principal rival, Björn Waldegård, avait inscrit plus de points que lui.

### L'épreuve

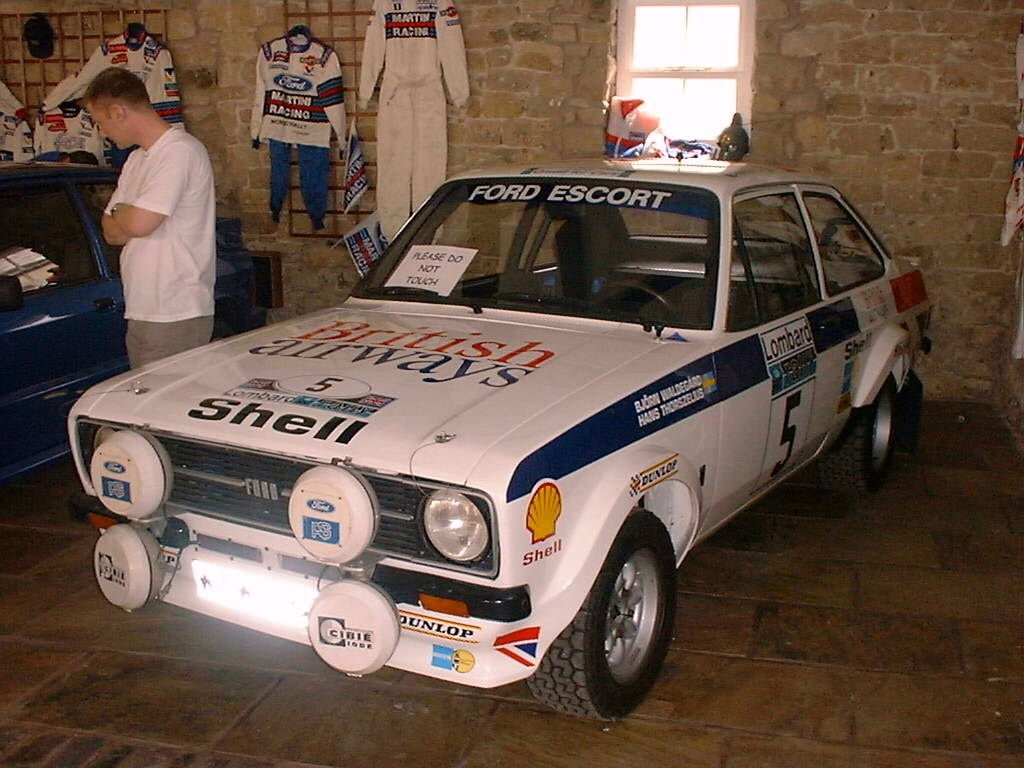
Les Ford Escort RS1800 ont obtenu un doublé en 1977.

Créé en 1953, le Rallye de l'Acropole est le plus redouté des rallyes européens. Son parcours mixte (asphalte et terre) emprunte par endroits des pistes très rocailleuses, très poussiéreuses par temps sec ou véritables bourbiers en cas de forte pluie, qui a valu à l'épreuve le surnom de 'Safari européen'. Depuis 1973, c'est l'une des épreuves phares du championnat du monde. L'édition 1977 avait été dominée par Ford, qui avait réalisé un doublé grâce aux Escort RS de Björn Waldegård et de Roger Clark.

## Le parcours
- départ : 29 mai 1978 d'Athènes
- arrivée : 2 juin 1978 à Athènes

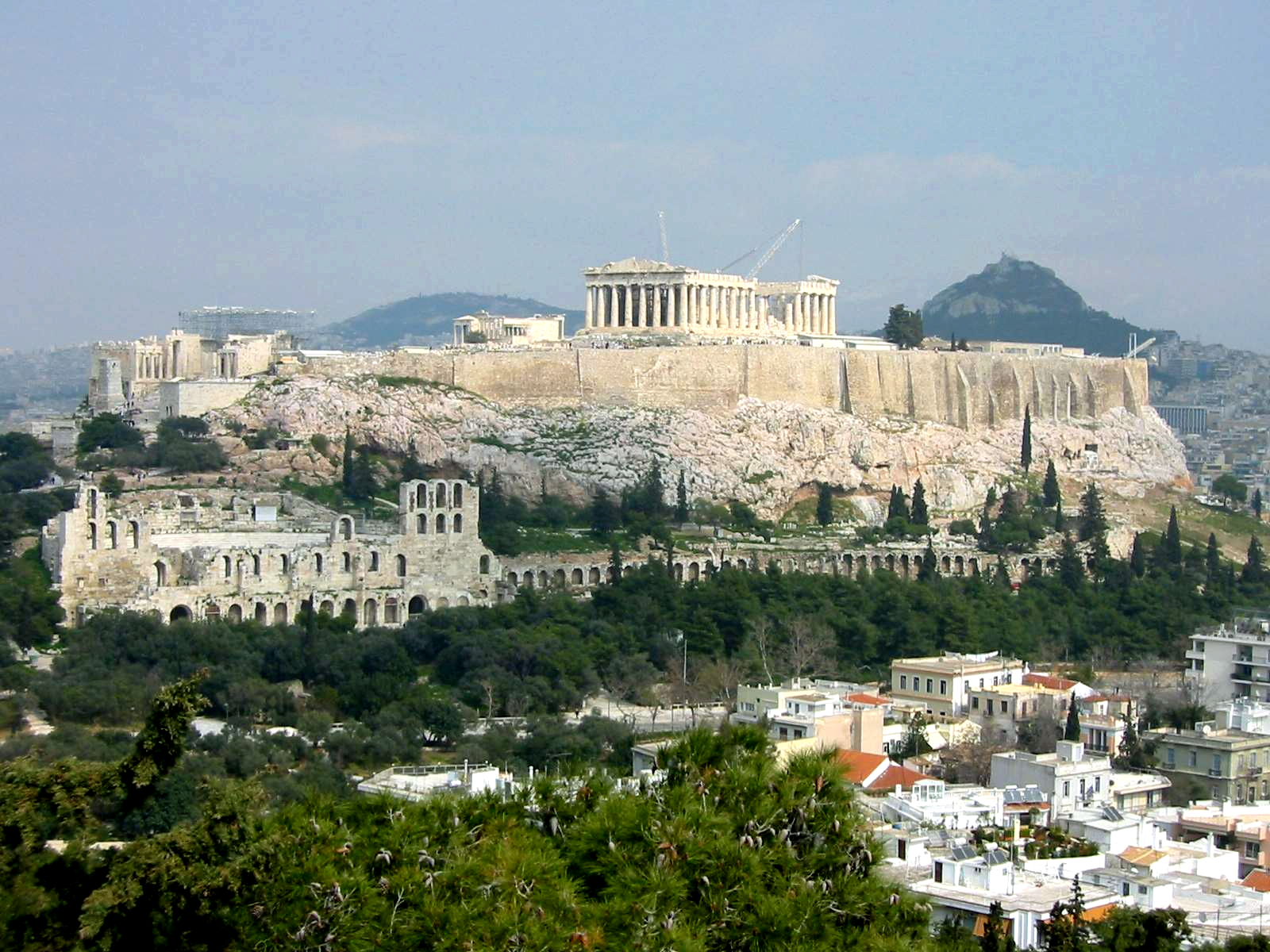
Le départ est donné au pied de l'Acropole.

- distance : 2763 km, dont 734,1 km sur 52 épreuves spéciales. (54 épreuves initialement prévues, pour un total de 772,1 km chronométrés)
- surface : asphalte (1710 km) et terre (1053 km)
- Parcours divisé en cinq étapes[4]

### Première étape
- Athènes - Kalambaka, le 29 mai
- 12 épreuves spéciales, 150,7 km (13 épreuves initialement prévues, pour un total de 173 km)

### Deuxième étape
- Kalambaka - Kalambaka, du 29 au 30 mai
- 7 épreuves spéciales, 159,8 km (8 épreuves initialement prévues, pour un total de 175,5km)

### Troisième étape
- Kalambaka - Glyfáda, le 31 mai
- 11 épreuves spéciales, 157,7 km

### Quatrième étape
- Glyfáda - Olympie, le 1er juin
- 7 épreuves spéciales, 89,5 km

### Cinquième étape
- Olympie - Athènes, le 2 juin
- 15 épreuves spéciales, 176,4 km

## Les forces en présence
- Fiat

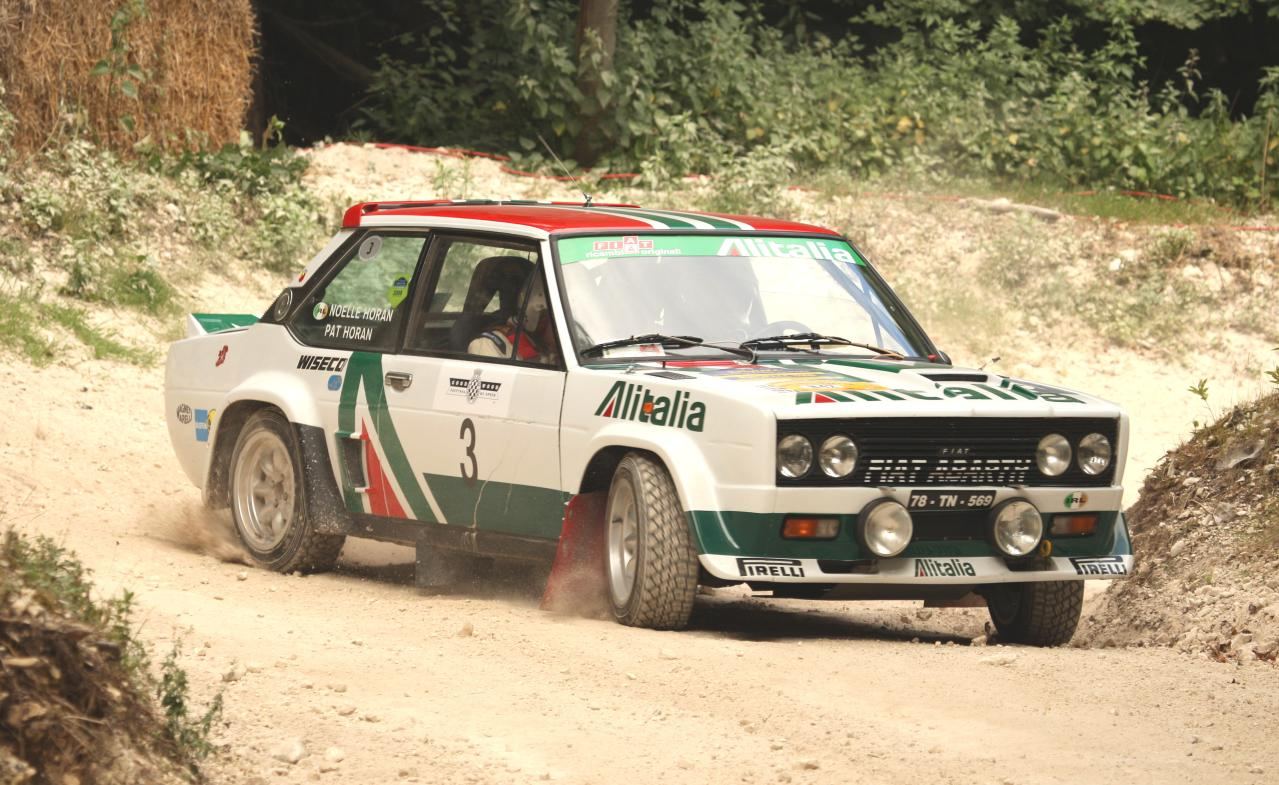
Une Fiat 131 Abarth groupe 4 lors d'un rallye historique.

Le grand constructeur turinois a engagé la même équipe qu'au Portugal, à savoir trois 131 Abarth groupe 4 pour Markku Alén, Sandro Munari et Walter Röhrl. Ces voitures pèsent un peu plus d'une tonne et sont animées par un moteur quatre cylindres, seize soupapes, de deux litres de cylindrée et alimenté par un système d'injection Kugelfischer. Elles disposent toutes les trois des nouvelles suspensions à débattement long. Munari a choisi de ne pas faire monter de filtre à air et dispose de 235 chevaux, ce qui lui procure un gain d'une dizaine de chevaux par rapport à ses coéquipiers. En l'absence des Ford Escort officielles, les Fiat sont largement favorites.
- Datsun

Harry Källström et Shekhar Mehta disposent des deux berlines 160J PA10 groupe 2 officiellement engagées par la marque. Pesant moins d'une tonne, elles sont nettement plus légères que les versions engagées au dernier Safari. Leur moteur quatre cylindres développe 190 chevaux. Réputées pour leur robustesse, les Datsun concourent pour la victoire en groupe 2 et peuvent éventuellement menacer les Fiat si les conditions de course s'avèrent difficiles. Le constructeur japonais est également représenté par quelques pilotes privés, donc le Grec Iórgos Moschous sur un coupé Violet 160J SSS groupe 2, l'Autrichien Georg Fischer sur une Sunny groupe 2 et le Français Alain Coppier sur une modeste Violet 710 groupe 1 (1020 kg, 87 chevaux).
- Opel

L'Euro Händler Team a préparé trois Kadett GT/E groupe 2 pour ses pilotes habituels Anders Kulläng, Achim Warmbold, épaulés par le vétéran grec Johnny Pesmazóglou, vainqueur de l'épreuve à deux reprises dans les années 1950. Ces voitures de 185 chevaux comptent parmi les favorites de leur catégorie.
- Toyota

Le 'Toyota Team Europe' a préparé deux coupés Celica 2000 GT groupe 2 (moteur mis au point par Schnitzer, deux litres, 190 chevaux). Ces voitures sont aux mains d'Ove Andersson et Jean-Luc Thérier et offrent un niveau de performance comparable à celui des Opel.
- Citroën

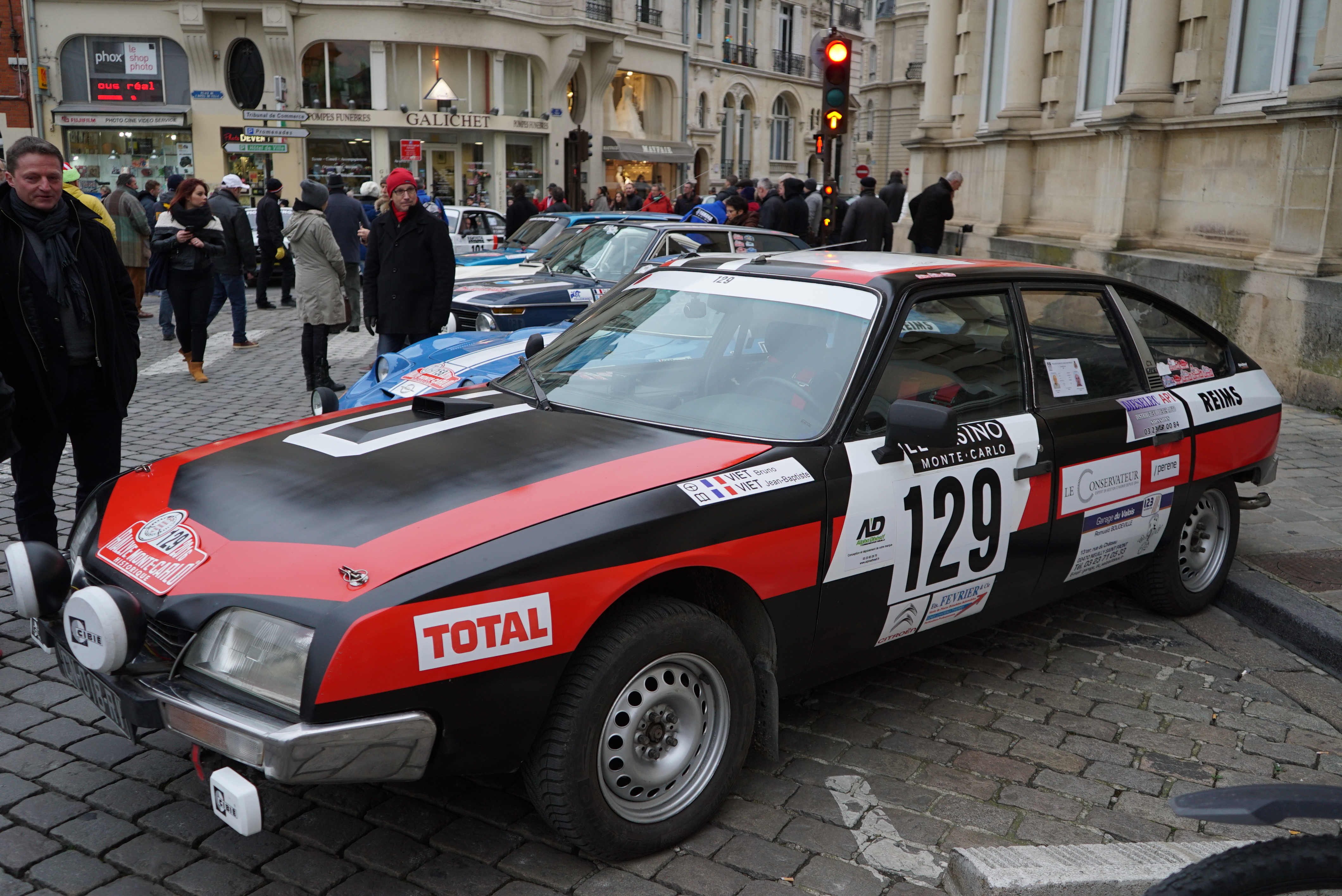
Quatre Citroën CX officielles sont au départ.

Trois CX 2400 groupe 2 (1430 kg, 2400 cm3, deux carburateurs, 200 chevaux) ont été engagées par le constructeur français pour Henri Toivonen et Jean-Paul Luc, épaulés pour la circonstance par Jean-Pierre Nicolas. Une version groupe 1 (injection, 128 chevaux, 1450 kg) a été confiée au fils de René Trautmann, Henri.
- Ford

Pas de participation officielle pour Ford, mais l'importateur grec du constructeur a engagé deux Escort RS1800 groupe 4 (240 chevaux), préparées par David Sutton. Elles sont aux mains de l'Irlandais Billy Coleman et du Grec 'Iaveris' 
- Lancia

Le champion de Grèce 'Siroco', régulièrement aux avant-postes dans son épreuve nationale, a loué une Stratos HF groupe 4 (moteur V6 en position centrale arrière, 2400 cm3, 270 chevaux) à la Scuderia Lancia. C'est sa propre épouse, fille de Johnny Pesmazóglou, qui dirige l'équipe d'assistance.
- Škoda

Deux coupés 130 RS groupe 2 (800 kg, moteur arrière, 1300 cm3, 120 chevaux à 7800 tr/min) ont été mis à disposition du pilote norvégien John Haugland et du Tchèque Miloslav Zapadlo.

## Déroulement de la course

### Première étape
Les cent soixante équipages prennent le départ d'Athènes le lundi 29 mai, faisant route vers le nord. D'emblée les Fiat se montrent à leur avantage, Walter Röhrl devançant Markku Alén de quelques secondes. À partir du second secteur chronométré, Sandro Munari passe à l'attaque et déborde ses coéquipiers. Dès lors la lutte avec Alén va être très serrée, Munari ne parvenant pas à distancer le pilote finlandais, l'écart entre les deux hommes restant toujours inférieur à dix secondes. Röhrl, troisième, précède de peu la Lancia Stratos du pilote local 'Siroco', mais ce dernier va être bientôt retardé par une série de crevaisons et relégué au-delà de la dixième place. Après neuf spéciales, les deux premiers sont toujours au coude à coude, avec une quarantaine de secondes d'avance sur Röhrl et près de cinquante sur la Toyota de Jean-Luc Thérier (qui domine le groupe 2), mais Munari va devoir faire remplacer un demi-arbre de transmission, perdant un temps précieux. Il chute à la cinquième place, ayant écopé de trois minutes et demie de pénalisation routière. Alén prend la première place, suivi de Röhrl à une quarantaine de secondes. Thérier occupe une brillante troisième place, alors que son coéquipier Ove Andersson, retardé par des problèmes d'injection, a perdu une demi-heure et plongé dans les profondeurs du classement. À Kalambaka, terme de la première étape, Alén a encore creusé l'écart, ayant porté son avance à quarante-neuf secondes sur Röhrl et plus d'une minute sur Thérier. Malgré un tonneau dans le secteur d'Aliki et une Opel sérieusement cabossée, Anders Kulläng occupe la quatrième place, devant Munari. Quarante-six concurrents ont déjà renoncé, dont Jean-Pierre Nicolas, victime d'une fuite hydraulique sur sa Citroën CX.

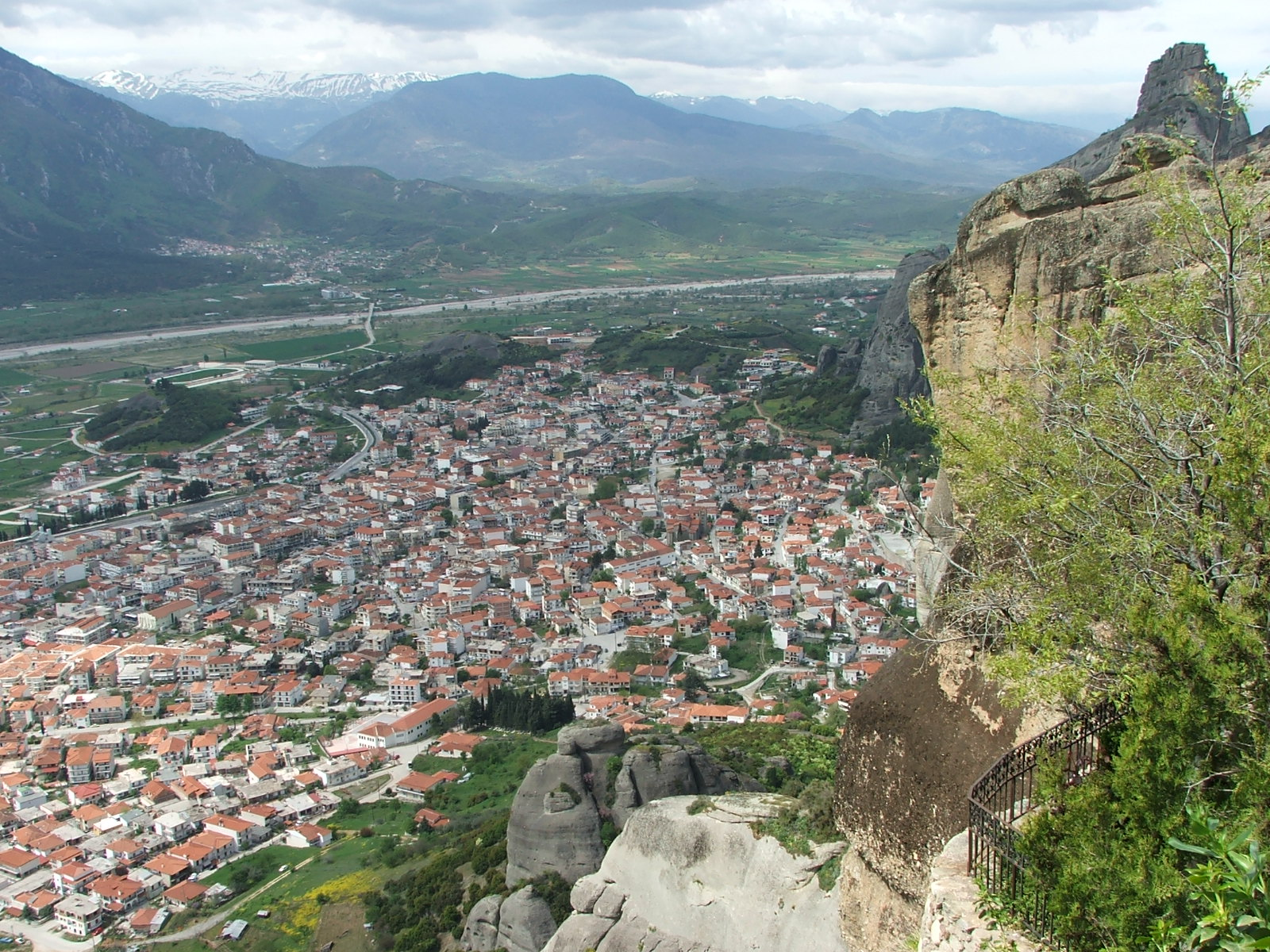
Kalambaka, terme de la première étape.

| Pos. | Pilote           | Copilote              | Voiture               | Groupe | Temps           | Écart        |
| ---- | ---------------- | --------------------- | --------------------- | ------ | --------------- | ------------ |
| 1    | Markku Alén      | Ilkka Kivimäki        | Fiat 131 Abarth       | 4      | 1 h 56 min 13 s |              |
| 2    | Walter Röhrl     | Christian Geistdörfer | Fiat 131 Abarth       | 4      | 1 h 56 min 55 s | + 42 s       |
| 3    | Jean-Luc Thérier | Michel Vial           | Toyota Celica 2000 GT | 2      | 1 h 57 min 09 s | + 56 s       |
| 4    | Anders Kulläng   | Bruno Berglund        | Opel Kadett GT/E      | 2      | 1 h 59 min 02 s | + 2 min 49 s |
| 5    | Sandro Munari    | Mario Mannucci        | Fiat 131 Abarth       | 4      | 2 h 00 min 07 s | + 3 min 54 s |
| 6    | Harry Källström  | Claes Billstam        | Datsun 160J PA10      | 2      | 2 h 01 min 45 s | + 5 min 32 s |
| 7    | 'Siroco'         | Manólis Makrinos      | Lancia Stratos HF     | 4      | 2 h 01 min 53 s | + 5 min 40 s |
| 8    | Achim Warmbold   | Hans Sylvan           | Opel Kadett GT/E      | 2      | 2 h 02 min 26 s | + 6 min 13 s |
| 9    | Shekhar Mehta    | Yvonne Mehta          | Datsun 160J PA10      | 2      | 2 h 02 min 49 s | + 6 min 36 s |
| 10   | Iórgos Moschous  | 'Konstantinos'        | Datsun 160J SSS coupé | 2      | 2 h 02 min 56 s | + 6 min 43 s |

### Deuxième étape
Les 114 équipages rescapés repartent de Kalambaka le lundi soir. Les pluies abondantes ont rendu les pistes très boueuses. Thérier s'y montre très à l'aise et prend bientôt la seconde place à Röhrl. Les Opel sont en difficulté' : Achim Warmbold est sorti de la route dans le secteur d'Asproklissia et a perdu plus de vingt minutes, et Kulläng a crevé, perdant de nombreuses places au classement. Il n'ira guère plus loin, une direction cassée dans le secteur de Paliourga provoquant une sortie de route définitive. Peu après, Munari, qui occupait la quatrième place, abandonne à son tour, suspension arrière arrachée après rupture des attaches du différentiel. Très performant, Thérier est alors en passe de prendre la tête de la course, mais le pilote normand va perdre douze minutes à cause d'une crevaison. Alén a perdu une roue à la fin de la spéciale de Kato Vermio, permettant à Röhrl de s'installer à la première place. Une position qu'il va conserver jusqu'à la fin de l'étape, regagnant Kalambaka avec une avance de près de quatre minutes et demie sur Alén, tandis que Thérier, troisième, compte désormais plus de dix minutes de retard sur la Fiat de tête. Derrière, on trouve les deux Datsun de Shekhar Mehta, auteur d’une belle remontée, et d'Harry Källström.
| Pos. | Pilote           | Copilote              | Voiture               | Groupe | Temps           | Écart         |
| ---- | ---------------- | --------------------- | --------------------- | ------ | --------------- | ------------- |
| 1    | Walter Röhrl     | Christian Geistdörfer | Fiat 131 Abarth       | 4      | 4 h 11 min 48 s |               |
| 2    | Markku Alén      | Ilkka Kivimäki        | Fiat 131 Abarth       | 4      | 4 h 16 min 17 s | + 4 min 29 s  |
| 3    | Jean-Luc Thérier | Michel Vial           | Toyota Celica 2000 GT | 2      | 4 h 22 min 30 s | + 10 min 42 s |
| 4    | Shekhar Mehta    | Yvonne Mehta          | Datsun 160J PA10      | 2      | 4 h 27 min 32 s | + 15 min 44 s |
| 5    | Harry Källström  | Claes Billstam        | Datsun 160J PA10      | 2      | 4 h 28 min 00 s | + 16 min 12 s |
| 6    | Ove Andersson    | Henry Liddon          | Toyota Celica 2000 GT | 2      | 4 h 38 min 15 s | + 26 min 27 s |
| 7    | Achim Warmbold   | Hans Sylvan           | Opel Kadett GT/E      | 2      | 4 h 47 min 39 s | + 35 min 51 s |
| 8    | Billy Coleman    | Jim Porter            | Ford Escort RS1800    | 4      | 4 h 47 min 51 s | + 36 min 03 s |
| 9    | Georg Fischer    | Harald Gottlieb       | Datsun Sunny 1600     | 2      | 4 h 48 min 23 s | + 36 min 35 s |
| 10   | Henri Toivonen   | Juha Paajanen         | Citroën CX 2400 GTI   | 2      | 4 h 48 min 43 s | + 36 min 55 s |

### Troisième étape

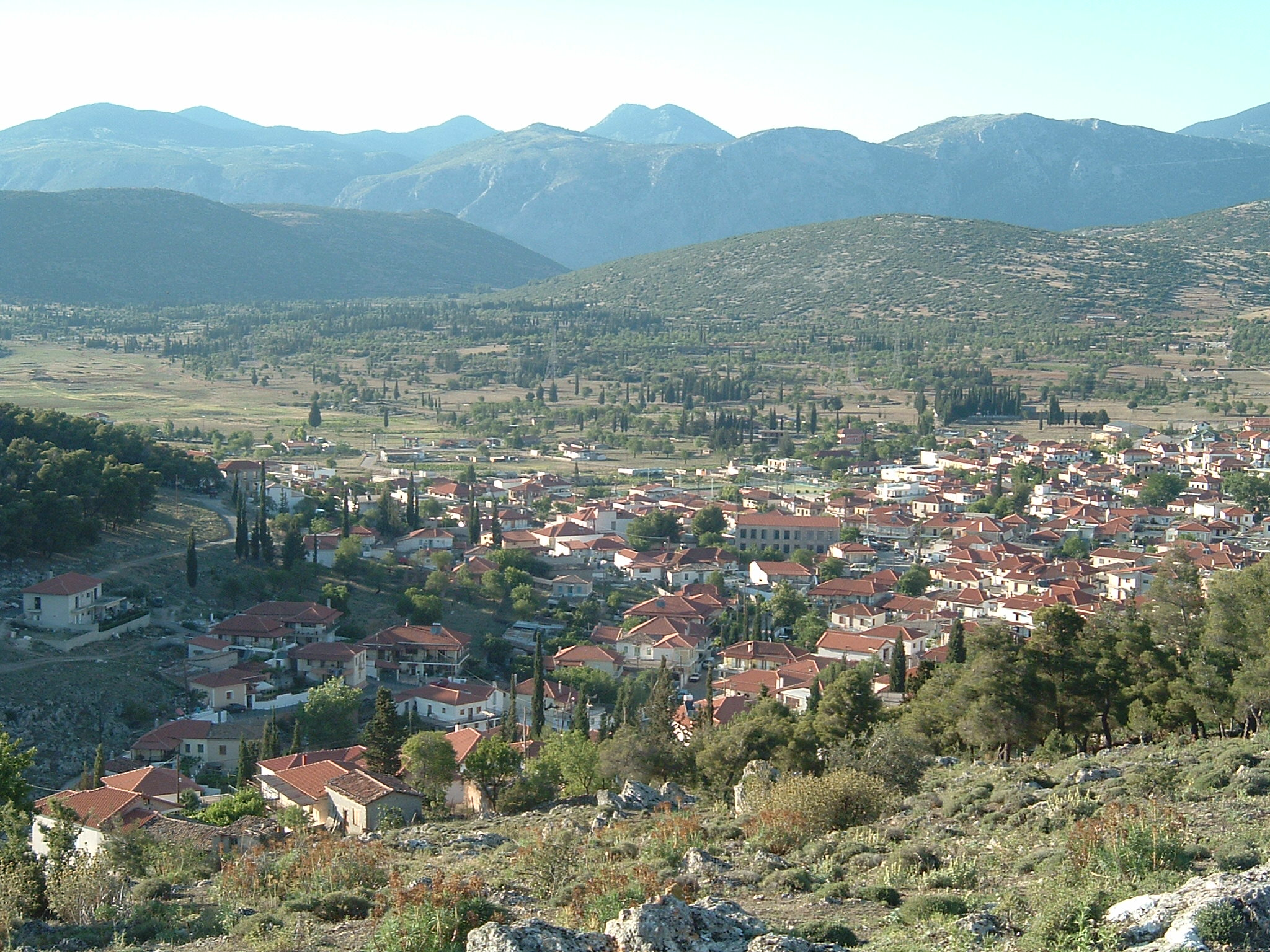
Le secteur de Desfina, sur le parcours de la troisième étape.

Seulement 94 équipages repartent de Kalambaka le mercredi matin, en direction de Glyfáda. Chez Fiat, Röhrl et Alén disposent d'une avance les mettant à l'abri, sauf incident technique, de leurs adversaires directs et le directeur sportif du groupe a d'ores et déjà figé les positions. Malgré ses dix minutes de retard, Thérier continue à attaquer, mais une chaîne de distribution cassée dans la spéciale de Desfina va mettre un terme à sa belle prestation. Dès lors, la troisième place se joue entre les deux Datsun de Källström et Mehta, qui devancent nettement la Toyota d'Andersson, bien revenu après ses ennuis de la première journée. L'étape se poursuit sans autre incident notable, Röhrl ralliant Glyfáda avec encore près de trois minutes d'avance sur Alén et près de vingt sur les Datsun, toujours emmenées par Källström, en tête du groupe 2. Quant au groupe 1, après l'abandon de la Citroën CX d'Henri Trautmann la veille, il est dominé par la Mazda RX-3 du Portugais Carlos Torres, désormais douzième du classement général.
| Pos. | Pilote           | Copilote              | Voiture               | Groupe | Temps           | Écart             |
| ---- | ---------------- | --------------------- | --------------------- | ------ | --------------- | ----------------- |
| 1    | Walter Röhrl     | Christian Geistdörfer | Fiat 131 Abarth       | 4      | 6 h 22 min 17 s |                   |
| 2    | Markku Alén      | Ilkka Kivimäki        | Fiat 131 Abarth       | 4      | 6 h 25 min 15 s | + 2 min 58 s      |
| 3    | Harry Källström  | Claes Billstam        | Datsun 160J PA10      | 2      | 6 h 41 min 05 s | + 18 min 48 s     |
| 4    | Shekhar Mehta    | Yvonne Mehta          | Datsun 160J PA10      | 2      | 6 h 41 min 26 s | + 19 min 09 s     |
| 5    | Ove Andersson    | Henry Liddon          | Toyota Celica 2000 GT | 2      | 6 h 51 min 50 s | + 29 min 33 s     |
| 6    | Achim Warmbold   | Hans Sylvan           | Opel Kadett GT/E      | 2      | 7 h 05 min 07 s | + 42 min 50 s     |
| 7    | Billy Coleman    | Jim Porter            | Ford Escort RS1800    | 4      | 7 h 08 min 22 s | + 46 min 05 s     |
| 8    | 'Siroco'         | Manólis Makrinos      | Lancia Stratos HF     | 4      | 7 h 20 min 43 s | + 58 min 26 s     |
| 9    | John Haugland    | Per Oddvar Nyborg     | Škoda 130 RS          | 2      | 7 h 24 min 21 s | + 1 h 02 min 04 s |
| 10   | Miloslav Zapadlo | Jiří Motal            | Škoda 130 RS          | 2      | 7 h 25 min 18 s | + 1 h 03 min 01 s |

### Quatrième étape
Les équipages repartent de Glyfáda le jeudi, pour un court périple dans le Péloponnèse. Beaucoup d'équipes ont profité du parc fermé pour effectuer de grosses opérations de maintenance : chez Fiat, on a entièrement changé la ligne d'échappement de la 131 Abarth d'Alén ; chez Datsun, on a monté une nouvelle boîte de vitesses sur la voiture de Källström ; sur l'Opel Kadett de Warmbold, culasse, différentiel et suspensions ont été remplacés ; suspensions neuves également pour la Toyota d'Andersson et la Lancia de 'Siroco' ! La journée ne va pas apporter de bouleversement au classement général, Röhrl rejoignant Olympie avec une avance de plus de six minutes sur son coéquipier, tandis que les deux Datsun de Källström et Mehta, toujours dans cet ordre, pointent désormais à plus de vingt minutes de la Fiat de tête. 
| Pos. | Pilote           | Copilote              | Voiture               | Groupe | Temps           | Écart             |
| ---- | ---------------- | --------------------- | --------------------- | ------ | --------------- | ----------------- |
| 1    | Walter Röhrl     | Christian Geistdörfer | Fiat 131 Abarth       | 4      | 7 h 37 min 23 s |                   |
| 2    | Markku Alén      | Ilkka Kivimäki        | Fiat 131 Abarth       | 4      | 7 h 43 min 26 s | + 6 min 03 s      |
| 3    | Harry Källström  | Claes Billstam        | Datsun 160J PA10      | 2      | 7 h 58 min 27 s | + 21 min 04 s     |
| 4    | Shekhar Mehta    | Yvonne Mehta          | Datsun 160J PA10      | 2      | 7 h 59 min 06 s | + 21 min 43 s     |
| 5    | Ove Andersson    | Henry Liddon          | Toyota Celica 2000 GT | 2      | 8 h 07 min 29 s | + 30 min 06 s     |
| 6    | Achim Warmbold   | Hans Sylvan           | Opel Kadett GT/E      | 2      | 8 h 23 min 40 s | + 46 min 17 s     |
| 7    | 'Siroco'         | Manólis Makrinos      | Lancia Stratos HF     | 4      | 8 h 38 min 40   | + 1 h 01 min 17 s |
| 8    | Billy Coleman    | Jim Porter            | Ford Escort RS1800    | 4      | 8 h 46 min 13   | + 1 h 08 min 50 s |
| 9    | Miloslav Zapadlo | Jiří Motal            | Škoda 130 RS          | 2      | 8 h 47 min 38   | + 1 h 10 min 15 s |
| 10   | Stasys Brundza   | Arvydas Girdauskas    | Lada 1600R            | 2      | 8 h 57 min 38   | + 1 h 20 min 15 s |

### Cinquième étape
La dernière étape se déroule de nuit, entre Olympie et Athènes. La victoire ne peut plus échapper à la Fiat de Röhrl et l'intérêt de la course se reporte sur la lutte fratricide entre Källström et Mehta pour la troisième place. Le pilote suédois parvient à maintenir son avance jusqu'à deux spéciales de la fin, mais un problème de fuite de liquide de freins va le contraindre à ralentir dans les deux derniers secteurs chronométrés, et c'est finalement Mehta qui accède à la troisième place et remporte la victoire en groupe 2, loin derrière les deux Fiat de Röhrl et Alén qui terminent dans cet ordre. Victime d'une casse mécanique à la fin de la spéciale de Ladon, Andersson a dû abandonner et c'est Warmbold qui hérite de la cinquième place à l'arrivée, devant 'Siroco', premier pilote local et premier privé. Onzième au classement général, Torres s'adjuge la victoire en groupe 1 pour la seconde fois consécutive cette saison.

### Classements intermédiaires
Classements intermédiaires des pilotes après chaque épreuve spéciale

### Classement général

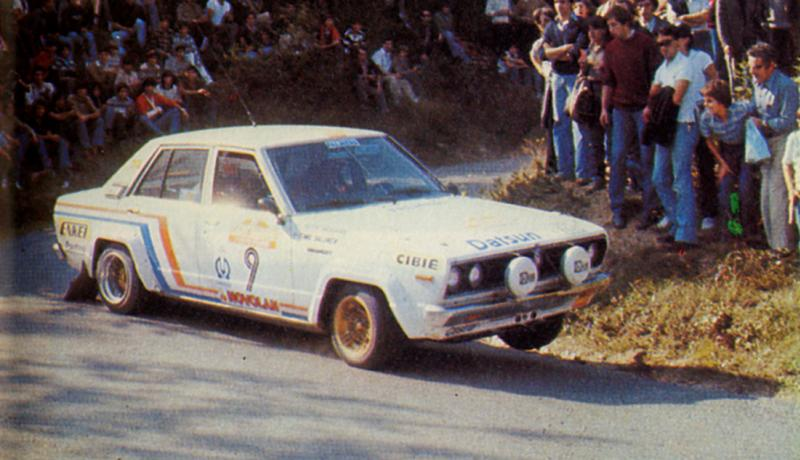
Les Datsun 160J se sont adjugées les deux premières places en groupe 2.

| Pos | No | Pilote           | Copilote              | Voiture            | Temps            | Écart             | Groupe |
| --- | -- | ---------------- | --------------------- | ------------------ | ---------------- | ----------------- | ------ |
| 1   | 5  | Walter Röhrl     | Christian Geistdörfer | Fiat 131 Abarth    | 10 h 00 min 50 s |                   | 4      |
| 2   | 7  | Markku Alén      | Ilkka Kivimäki        | Fiat 131 Abarth    | 10 h 10 min 54 s | + 10 min 04 s     | 4      |
| 3   | 12 | Shekhar Mehta    | Yvonne Mehta          | Datsun 160J PA10   | 10 h 23 min 36 s | + 22 min 46 s     | 2      |
| 4   | 4  | Harry Källström  | Claes Billstam        | Datsun 160J PA10   | 10 h 24 min 01 s | + 23 min 11 s     | 2      |
| 5   | 10 | Achim Warmbold   | Hans Sylvan           | Opel Kadett GT/E   | 10 h 54 min 19 s | + 53 min 29 s     | 2      |
| 6   | 8  | 'Siroco'         | Manólis Makrinos      | Lancia Stratos HF  | 11 h 04 min 17 s | + 1 h 03 min 27 s | 4      |
| 7   | 16 | Billy Coleman    | Jim Porter            | Ford Escort RS1800 | 11 h 13 min 49 s | + 1 h 12 min 59 s | 4      |
| 8   | 29 | Evangelos Gallo  | Andreas Arkentis      | Toyota Celica      | 11 h 36 min 32 s | + 1 h 35 min 42 s | 2      |
| 9   | 32 | Miloslav Zapadlo | Jiří Motal            | Škoda 130 RS       | 11 h 41 min 23 s | + 1 h 40 min 33 s | 2      |
| 10  | 20 | Stasys Brundza   | Arvydas Girdauskas    | Lada 1600R         | 11 h 44 min 49 s | + 1 h 43 min 59 s | 2      |

### Hommes de tête
- ES1 :  Walter Röhrl -  Christian Geistdörfer (Fiat 131 Abarth)
- ES2 :  Markku Alén -  Ilkka Kivimäki (Fiat 131 Abarth) et  Sandro Munari -  Mario Manucci (Fiat 131 Abarth)
- ES3 à ES9 :  Sandro Munari -  Mario Manucci (Fiat 131 Abarth)
- ES10 à ES16 :  Markku Alén -  Ilkka Kivimäki (Fiat 131 Abarth)
- ES17 à ES54 :  Walter Röhrl -  Christian Geistdörfer (Fiat 131 Abarth)

### Vainqueurs d'épreuves spéciales
- Walter Röhrl -  Christian Geistdörfer (Fiat 131 Abarth) : 21 spéciales
- Markku Alén -  Ilkka Kivimäki (Fiat 131 Abarth) : 13 spéciales
- Ove Andersson -  Henry Liddon (Toyota Celica 2000 GT) : 6 spéciales
- Sandro Munari -  Mario Manucci (Fiat 131 Abarth) : 4 spéciales
- Shekhar Mehta -  Yvonne Mehta (Datsun 160J PA10) : 4 spéciales
- Jean-Luc Thérier -  Michel Vial (Toyota Celica 2000 GT) : 3 spéciales
- 'Siroco' -  Manólis Makrinos (Lancia Stratos HF) : 3 spéciales
- 'Iaveris' -  Konstantinos Stefanis (Ford Escort RS1800) : 1 spéciale
- Harry Källström -  Claes Billstam (Datsun 160J PA10) : 1 spéciale

## Résultats des principaux engagés
| No | Pilote              | Copilote              | Voiture               | Groupe | Classement général                                        | Class. groupe |
| -- | ------------------- | --------------------- | --------------------- | ------ | --------------------------------------------------------- | ------------- |
| 1  | Sandro Munari       | Mario Mannucci        | Fiat 131 Abarth       | 4      | ab. dans la 18e spéciale (suspension arrière)             | -             |
| 2  | Ove Andersson       | Henry Liddon          | Toyota Celica 2000 GT | 2      | ab. dans la 43e spéciale (soupapes)                       | -             |
| 3  | Anders Kulläng      | Bruno Berglund        | Opel Kadett GT/E      | 2      | ab. dans la 15e spéciale (sortie de route)                | -             |
| 4  | Harry Källström     | Claes Billstam        | Datsun 160J PA10      | 2      | 4e à 23 min 11 s                                          | 2e            |
| 5  | Walter Röhrl        | Christian Geistdörfer | Fiat 131 Abarth       | 4      | 1er                                                       | 1er           |
| 6  | Jean-Pierre Nicolas | Vincent Laverne       | Citroën CX 2400 GTI   | 2      | ab. dans la 11e spéciale (suspension : fuite hydraulique) | -             |
| 7  | Markku Alén         | Ilkka Kivimäki        | Fiat 131 Abarth       | 4      | 2e à 10 min 04 s                                          | 2e            |
| 8  | 'Siroco'            | Manólis Makrinos      | Lancia Stratos HF     | 4      | 6e à 1 h 03 min 27 s                                      | 3e            |
| 9  | Jean-Luc Thérier    | Michel Vial           | Toyota Celica 2000 GT | 2      | ab. dans la 27e spéciale (distribution)                   | -             |
| 10 | Achim Warmbold      | Hans Sylvan           | Opel Kadett GT/E      | 2      | 5e à 53 min 29 s                                          | 3e            |
| 11 | 'Iaveris'           | Konstantinos Stefanis | Ford Escort RS1800    | 4      | 14e à 2 h 11 min 22 s                                     | 5e            |
| 12 | Shekhar Mehta       | Yvonne Mehta          | Datsun 160J PA10      | 2      | 3e à 22 min 46 s                                          | 1er           |
| 14 | Johnny Pesmazóglou  | Haris Kaltsounis      | Opel Kadett GT/E      | 2      | ab. dans la 2e spéciale (embrayage)                       | -             |
| 15 | Georg Fischer       | Harald Gottlieb       | Datsun Sunny 1600     | 2      | ab. dans la 5e étape (transmission)                       | -             |
| 16 | Billy Coleman       | Jim Porter            | Ford Escort RS1800    | 4      | 7e à 1 h 12 min 59 s                                      | 4e            |
| 17 | Iórgos Moschous     | 'Konstantinos'        | Datsun 160J SSS coupé | 2      | ab. avant la 14e spéciale (sortie de route)               | -             |
| 18 | Jean-Paul Luc       | Bruno Charbonnier     | Citroën CX 2400 GTI   | 2      | ab. après la 18e spéciale (hors délai)                    | -             |
| 19 | John Haugland       | Per Oddvar Nyborg     | Škoda 130 RS          | 2      | 13e à 2 h 10 min 34 s                                     | 7e            |
| 20 | Stasys Brundza      | Arvydas Girdauskas    | Lada 1600R            | 2      | 10e à 1 h 43 min 59 s                                     | 6e            |
| 21 | 'Leonidas'          | Kóstas Fertakis       | Renault 5 Alpine      | 2      | ab. dans la 34e spéciale (transmission)                   | -             |
| 22 | Henri Toivonen      | Juha Paajanen         | Citroën CX 2400 GTI   | 2      | ab. dans la 22e spéciale (fuite d'essence)                | -             |
| 26 | Henri Trautmann     | Serge Roch            | Citroën CX 2400 GTI   | 1      | ab. dans la 17e spéciale (sortie de route)                | -             |
| 29 | Evangelos Gallo     | Andreas Arkentis      | Toyota Celica         | 2      | 8e à 1 h 35 min 42 s                                      | 4e            |
| 32 | Miloslav Zapadlo    | Jiří Motal            | Škoda 130 RS          | 2      | 9e à 1 h 40 min 33 s                                      | 5e            |
| 42 | Carlos Torres       | Pedro de Almeida      | Mazda RX-3            | 1      | 11e à 1 h 55 min 31 s                                     | 1er           |
| 57 | Alain Coppier       | Robert Monrozier      | Datsun Violet 710     | 1      | 12e à 2 h 01 min 04 s                                     | 2e            |

## Classement du championnat à l'issue de la course
- attribution des points : 10, 9, 8, 7, 6, 5, 4, 3, 2, 1 respectivement aux dix premières marques de chaque épreuve, additionnés de 8, 7, 6, 5, 4, 3, 2, 1 respectivement aux huit premières de chaque groupe (seule la voiture la mieux classée de chaque constructeur marque des points). Les points de groupe ne sont attribués qu'aux concurrents ayant terminé dans les dix premiers au classement général.
- seuls les huit meilleurs résultats (sur onze épreuves) sont retenus pour le décompte final des points.

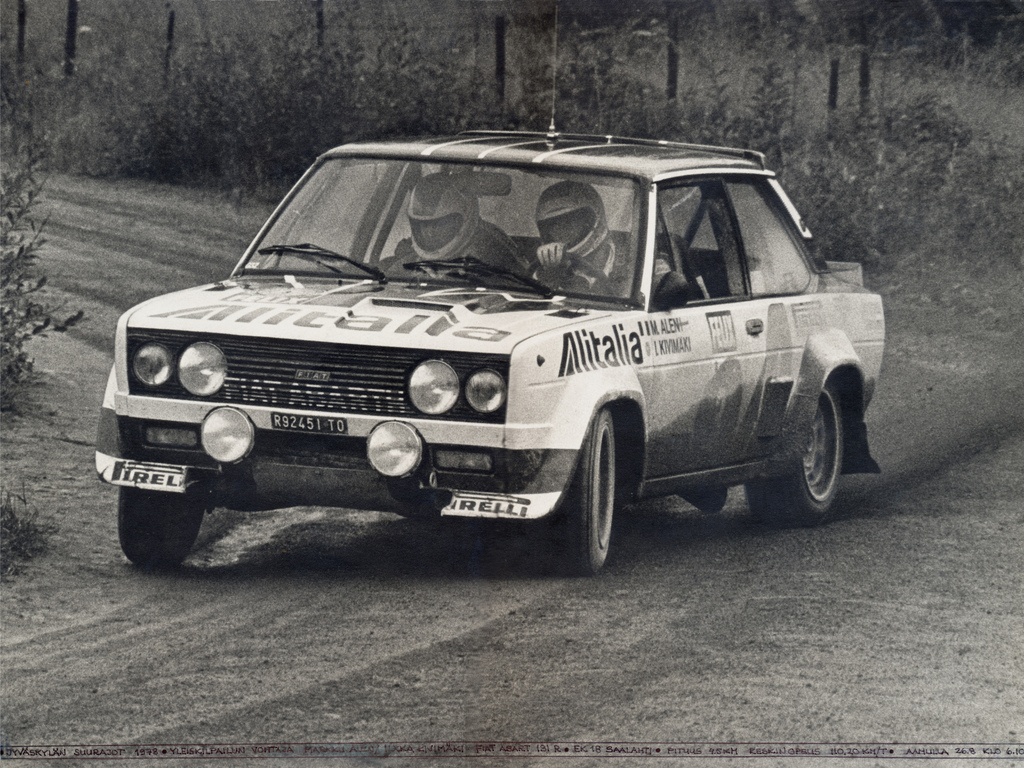
Grâce au doublé réalisé à l'Acropole, Fiat conforte sa position au championnat et Alén (photo) prend la tête de la Coupe FIA.

| Pos. | Marque        | Points | M-C  | SUE  | SAF  | POR  | ACR  | FIN | QUE | SAN | BAN | COR | RAC |
| ---- | ------------- | ------ | ---- | ---- | ---- | ---- | ---- | --- | --- | --- | --- | --- | --- |
| 1    | Fiat          | 64     | 7+7  | 8+6  | -    | 10+8 | 10+8 |     |     |     |     |     |     |
| 2    | Ford          | 50     | -    | 10+8 | 3+4  | 9+7  | 4+5  |     |     |     |     |     |     |
| 3    | Opel          | 47     | 2+8  | 4+8  | -    | 6+7  | 6+6  |     |     |     |     |     |     |
| 4    | Porsche       | 41     | 10+8 | -    | 9+7  | 2+5  | -    |     |     |     |     |     |     |
| 5    | Datsun        | 32     | -    | -    | 9+7  | -    | 8+8  |     |     |     |     |     |     |
| 6    | Lancia        | 31     | 4+4  | 7+5  | -    | -    | 5+6  |     |     |     |     |     |     |
| 7    | Peugeot       | 27     | -    | -    | 10+8 | 4+5  | -    |     |     |     |     |     |     |
| 8    | Toyota        | 23     | -    | -    | -    | 7+8  | 3+5  |     |     |     |     |     |     |
| 9    | Renault       | 17     | 9+8  | -    | -    | -    | -    |     |     |     |     |     |     |
| 10   | Mercedes-Benz | 12     | -    | -    | 5+7  | -    | -    |     |     |     |     |     |     |
| 11   | Volvo         | 10     | -    | 3+7  | -    | -    | -    |     |     |     |     |     |     |
| 12   | Volkswagen    | 9      | -    | 1+8  | -    | -    | -    |     |     |     |     |     |     |
| 13   | Saab          | 8      | -    | 2+6  | -    | -    | -    |     |     |     |     |     |     |
| 14   | Škoda         | 6      | -    | -    | -    | -    | 2+4  |     |     |     |     |     |     |
| 15   | Mitsubishi    | 5      | -    | -    | 1+4  | -    | -    |     |     |     |     |     |     |
| 16   | Lada          | 4      | -    | -    | -    | -    | 1+3  |     |     |     |     |     |     |

### Classement provisoire de la Coupe FIA des pilotes
- attribution des points : 9, 6, 4, 3, 2, 1 respectivement aux six premiers de chaque épreuve. Sont retenus pour le décompte final les cinq meilleurs résultats des onze épreuves mondiales (catégorie A), les deux meilleurs résultats des cinq rallyes sélectifs du Championnat d'Europe (catégorie B) et le meilleur résultat parmi les trois autres rallyes sélectifs (catégorie C).

| Pos. | Pilote              | Marque                    | Points | M-C (A) | ARC (B) | SUE (A) | SAF (A) | POR (A) | ACR (A) | SCO (B) | POL (B) | FIN (A) | NZ (C) | QUE (A) | TdF (B) | SAN (A) | GIR (C) | AUS (C) | ESP (B) | BAN (A) | COR (A) | RAC (A) |
| ---- | ------------------- | ------------------------- | ------ | ------- | ------- | ------- | ------- | ------- | ------- | ------- | ------- | ------- | ------ | ------- | ------- | ------- | ------- | ------- | ------- | ------- | ------- | ------- |
| 1    | Markku Alén         | Fiat                      | 23     | -       | 4       | 4       | -       | 9       | 6       |         |         |         |        |         |         |         |         |         |         |         |         |         |
| 2    | Jean-Pierre Nicolas | Porsche, Peugeot¹ & Ford² | 22     | 9       | -       | -       | 9¹      | 4²      | -       |         |         |         |        |         |         |         |         |         |         |         |         |         |
| 3    | Björn Waldegård     | Ford & Porsche¹           | 12     | -       | -       | 9       | 3¹      | -       | -       |         |         |         |        |         |         |         |         |         |         |         |         |         |
| 3=   | Walter Röhrl        | Fiat                      | 12     | 3       | -       | -       | -       | -       | 9       |         |         |         |        |         |         |         |         |         |         |         |         |         |
| 3=   | Hannu Mikkola       | Ford                      | 12     | -       | -       | 6       | -       | 6       | -       |         |         |         |        |         |         |         |         |         |         |         |         |         |
| 6    | Ari Vatanen         | Ford                      | 11     | -       | 9       | 2       | -       | -       | -       |         |         |         |        |         |         |         |         |         |         |         |         |         |
| 7    | Jean Ragnotti       | Renault                   | 6      | 6       | -       | -       | -       | -       | -       |         |         |         |        |         |         |         |         |         |         |         |         |         |
| 7=   | Henri Toivonen      | Chrysler                  | 6      | -       | 6       | -       | -       | -       | -       |         |         |         |        |         |         |         |         |         |         |         |         |         |
| 7=   | Vic Preston Jr      | Porsche                   | 6      | -       | -       | -       | 6       | -       | -       |         |         |         |        |         |         |         |         |         |         |         |         |         |